# Папа Феликс I
Свети Феликс I је био епископ, мученик, светитељ и папа у периоду од 269. до 274. године. На месту епископа града Рима наследио је папу Дионисија.
Приписује му се да је први одобрио служење литургије на гробовима хришћанских мученика и да је увео посвећивање храмова. Био је велика потпора хришћанима у прогонима које је организовао цар Аурелијан, од кога је и сам мученички страдао 30. јануара 274. године. На његово место је дошао папа Евтихијан.